# آدو (بازیکن فوتبال)
آدو (انگلیسی: Ado؛ زادهٔ ۴ ژوئیهٔ ۱۹۴۴) بازیکن فوتبال اهل برزیل است.
از باشگاه‌هایی که در آن بازی کرده‌است می‌توان به باشگاه فوتبال سانتوس، باشگاه فوتبال کورینتیانس، باشگاه ورزشی فورتالزا، و باشگاه فوتبال اتلتیکو مینیرو اشاره کرد.
وی همچنین در تیم ملی فوتبال برزیل بازی کرده‌است.